# Pinus luchuensis
Pinus luchuensis (сосна лучуська, або сосна окінавська) — один з видів дерев роду сосна родини соснових.

## Поширення
Ендемік Японії, локально поширений на островах Рюкю.

## Джерело
| Соснові | Це незавершена стаття про родину соснові. Ви можете допомогти проєкту, виправивши або дописавши її. |